# Sirenian Shores
Sirenian Shores — первый мини-альбом норвежского готик-метал-проекта Sirenia, вышедший в 2004 году. Альбом содержит две новые песни: «Sirenian Shores» и «Obire Mortem», а также кавер-версию песни Леонарда Коэна «First We Take Manhattan».

## Список композиций
| №                   | Название                                        | Длительность |
| ------------------- | ----------------------------------------------- | ------------ |
| 1.                  | «Sirenian Shores»                               | 6:01         |
| 2.                  | «Save Me From Myself» (remix)                   | 5:05         |
| 3.                  | «Meridian» (acoustic)                           | 4:05         |
| 4.                  | «First We Take Manhattan» (Leonard Cohen Cover) | 3:56         |
| 5.                  | «Obire Mortem»                                  | 2:22         |
| Общая длительность: | Общая длительность:                             | 21:43        |

## Участники записи
- Мортен Веланд (норв. Morten Veland) — гитара, бас-гитара, гроулинг
- Генриетта Бордвик (норв. Henriette Bordvik) — женский вокал
- Кристиан Гундерсен (норв. Kristian Gundersen) — гитара, вокал
- Джонатан Перес (норв. Jonathan Perez) — барабаны